# Fargat Mustafin
Fargat Achatowicz Mustafin (ros. Фаргат Ахатович Мустафин; ur. 7 września 1950 w miejscowości Małoje Rybuszkino) – radziecki zapaśnik walczący w stylu klasycznym. Brązowy medalista olimpijski z Montrealu 1976 w wadze do 57 kg.
Mistrz świata w 1974, 1975 i 1977; piąty w 1979. Triumfator mistrzostw Europy w 1974 i 1976.
Mistrz ZSRR w 1972, 1973, 1974 i 1981; drugi w 1975; trzeci w 1980 roku.
Ojciec Alii Mustafiny, rosyjskiej gimnastyczki, siedmiokrotnej medalistki olimpijskiej z Londynu i Rio de Janeiro.